# National Soccer League 1983
La National Soccer League 1983 fue la séptima temporada de la National Soccer League, la liga de fútbol profesional en Australia. Desde 1977, la Federación de Fútbol de Australia (FFA) estuvo al frente de la organización. Se disputó hasta 2004, para darle paso a la A-League (llamada Hyundai A-League), que comenzó en la temporada 2005-06. En esta competición participaron 16 clubes.
Durante la temporada regular, los clubes disputaron 30 partidos, siendo el St George-Budapest el que más puntos acumuló, con un total de 55 y 47 goles a favor. Sydney City se quedó a solo un punto de la clasificación general. De esta manera el St George-Budapest se coronó campeón del torneo.
En cuanto a los premios de la competición, el futbolista con más goles fue Doug Brown del South Melbourne con 16 goles, Frank Arok del St George-Budapest el mejor técnico y Joe Watson del Sydney City el mejor jugador del año.

## Equipos participantes
| Equipo                  | Ciudad       | Estadio                         |
| ----------------------- | ------------ | ------------------------------- |
| Sydney City Soccer Club | Sydney       | Hensley Athletic Fields         |
| Marconi Fairfield       | Sydney       | Marconi Stadium                 |
| Heidelberg United       | Heidelberg   | Olympic Village                 |
| Adelaide City           | Adelaida     | Adelaide City Park              |
| APIA Leichhardt Tigers  | Leichhardt   | Lambert Park                    |
| Sydney Olympic FC       | Sydney       | Belmore Sports Ground           |
| West Adelaide SC        | Adelaide     | Adelaide Shores Football Centre |
| Wollongong Wolves       | Wollongong   | WIN Stadium                     |
| Footscray JUST          | Melbourne    | Schintler Reserve               |
| Brisbane Lions SC       | Brisbane     | Luxury Paints Stadium           |
| Brisbane City FC        | Queensland   | Spencer Park                    |
| South Melbourne         | Melbourne    | Lakeside Stadium                |
| Saint-George Saints FC  | Saint-George | St. George Stadium              |
| Canberra City FC        | Canberra     | Canberra Stadium                |
| Newcastle KB United     | Newcastle    | International Sports Centre     |
| Preston Lions SC        | Preston      | B.T. Connor Reserve             |

## Clasificados
| Posición              | Equipo                 | PJ | PG | PE | PP | GF | GC | GD  | Puntos |
| --------------------- | ---------------------- | -- | -- | -- | -- | -- | -- | --- | ------ |
| 1                     | St George-Budapest     | 30 | 15 | 10 | 5  | 47 | 27 | +20 | 55     |
| 2                     | Sydney City            | 30 | 15 | 9  | 6  | 48 | 30 | +18 | 54     |
| 3                     | Preston Lions FC       | 30 | 15 | 7  | 8  | 47 | 32 | +15 | 52     |
| 4                     | South Melbourne FC     | 30 | 15 | 7  | 8  | 44 | 36 | +8  | 52     |
| 5                     | Newcastle KB United    | 30 | 14 | 7  | 9  | 45 | 26 | +19 | 49     |
| 6                     | Heidelberg United      | 30 | 11 | 10 | 9  | 39 | 38 | +1  | 43     |
| 7                     | Sydney Olympic         | 30 | 12 | 5  | 13 | 38 | 36 | +2  | 41     |
| 8                     | APIA Leichhardt Tigers | 30 | 11 | 6  | 13 | 43 | 36 | +7  | 39     |
| 9                     | Marconi Fairfield      | 30 | 9  | 11 | 10 | 43 | 41 | +2  | 38     |
| 10                    | Canberra City          | 30 | 11 | 5  | 14 | 47 | 53 | -6  | 38     |
| 11                    | Adelaide City          | 30 | 10 | 6  | 14 | 37 | 38 | -1  | 36     |
| 12                    | Footscray JUST         | 30 | 9  | 9  | 12 | 25 | 42 | -17 | 36     |
| 13                    | West Adelaide          | 30 | 7  | 12 | 11 | 25 | 37 | -12 | 33     |
| 14                    | Brisbane City          | 30 | 8  | 9  | 13 | 33 | 50 | -17 | 33     |
| 15                    | Wollongong City        | 30 | 4  | 15 | 11 | 41 | 55 | -14 | 27     |
| 16                    | Brisbane Lions         | 30 | 6  | 8  | 16 | 36 | 61 | -25 | 26     |
| Estadísticas finales. |                        |    |    |    |    |    |    |     |        |

|  |                              |
|  | Equipo campeón de Australia. |

## Premios
- Jugador del año: Joe Watson (Sydney City)[1]
- Jugador del año categoría sub-21: Oscar Crino (South Melbourne)[1]
- Goleador: Doug Brown (South Melbourne - 16 goles)[1]
- Director técnico del año: Frank Arok (St George-Budapest)[1]